# Campeonato Mundial de Esqui Estilo Livre de 2021 - Aerials equipe misto
A prova do aerials equipe misto do Campeonato Mundial de Esqui Estilo Livre de 2021 foi realizada no dia 11 de março na cidade de Almaty no Cazaquistão. 

## Medalhistas
| Ouro                                                              | Prata                                            | Bronze                                                                |
| Federação Russa de Esqui Liubov Nikitina Pavel Krotov Maxim Burov | Suíça · Carol Bouvard · Pirmin Werner · Noé Roth | Estados Unidos · Ashley Caldwell · Eric Loughran · Christopher Lillis |

## Resultados
Um total de 21 esquiadores participaram da competição, totalizando 7 equipes de três integrantes cada, sendo um integrante do sexo oposto.  A prova ocorreu no dia 11 de março. 
| Pos.              | Bib           | Nacionalidade                                                                        | Final 1                    | Final 2                    |
| ----------------- | ------------- | ------------------------------------------------------------------------------------ | -------------------------- | -------------------------- |
| Medalha de ouro   | 1 1–1 1–2 1–3 | Federação Russa de Esqui Liubov Nikitina Pavel Krotov Maxim Burov                    | 328.29 88.47 118.14 121.68 | 300.94 91.65 93.36 115.93  |
| Medalha de prata  | 3 3–1 3–2 3–3 | Suíça · Carol Bouvard · Pirmin Werner · Noé Roth                                     | 291.36 70.56 116.82 103.98 | 293.46 66.46 108.41 118.59 |
| Medalha de bronze | 2 2–1 2–2 2–3 | Estados Unidos · Ashley Caldwell · Eric Loughran · Christopher Lillis                | 314.67 80.15 114.16 120.36 | 283.97 103.03 88.94 92.00  |
| 4                 | 4 4–1 4–2 4–3 | Bielorrússia · Hanna Huskova · Makar Mitrafanau · Pavel Dzik                         | 265.67 85.05 78.16 102.46  | 247.74 82.21 90.31 75.22   |
| 5                 | 7 7–1 7–2 7–3 | Ucrânia · Anastasiya Novosad · Dmytro Kotovskyi · Oleksandr Abramenko                | 252.27 82.84 78.28 91.15   | —                          |
| 6                 | 5 5–1 5–2 5–3 | Canadá · Marion Thénault · Miha Fontaine · Lewis Irving                              | 240.28 87.06 101.79 51.43  | —                          |
| 7                 | 6 6–1 6–2 6–3 | Cazaquistão · Akmarzhan Kalmurzayeva · Zhanbota Aldabergenova · Sherzod Khashyrbayev | 211.62 61.39 76.12 74.11   | —                          |

Legenda
| Recorde mundial       | Recorde mundial (World record)               |                       | Recorde africano                      | Recorde africano (African) |                                           | Q | Classificado por posição (Qualified) |
| Recorde do campeonato | Recorde do campeonato (Championship record)  | Recorde da América    | Recorde da América (Americas)         | q                          | Classificado por melhor tempo (Qualified) |   |                                      |
| Melhor marca do ano   | Melhor marca do ano (World leading)          | Recorde asiático      | Recorde asiático (Asian)              | DNS                        | Não largou (Did not start)                |   |                                      |
| Recorde nacional      | Recorde nacional (National record)           | Recorde europeu       | Recorde europeu (European)            | DNF                        | Não terminou (Did not finish)             |   |                                      |
| Recorde pessoal       | Recorde pessoal do atleta (Personal best)    | Recorde da Oceania    | Recorde da Oceania (Oceania)          | DSQ / DQ                   | Desclassificado (Disqualified)            |   |                                      |
| Recorde da temporada  | Recorde da temporada do atleta (Season best) | Recorde sul-americano | Recorde sul-americano (South America) | NM                         | Sem marca (No mark)                       |   |                                      |